# Damias rufobasalis
Damias rufobasalis là một loài bướm đêm thuộc phân họ Arctiinae, họ Erebidae.